# 苑桂森
苑桂森（1955年9月—），籍贯山东招远，生于天津，中华人民共和国政治人物、外交官。

## 生平
1973年，进入中华人民共和国外交部。1976年参加工作，先后在驻波兰大使馆、驻革但斯克总领事馆、外交部苏联东欧司、外交部欧亚司任职。1996年，任外交部欧亚司参赞。1997年，升任外交部欧亚司副司长。1999年12月，出任中华人民共和国驻斯洛伐克大使。2003年9月，出任中华人民共和国驻波兰大使。2007年，挂职云南省红河哈尼族彝族自治州副州长。2011年1月，出任中华人民共和国驻厄瓜多尔大使。2013年11月，出任中华人民共和国驻巴哈马大使。2016年3月，自驻巴哈马大使离任。

## 家庭
已婚，有一女。

## 荣誉

### 外国勋章奖章
- 二级白色双十字勋章（斯洛伐克，2003年6月25日于斯洛伐克总统府颁发[9]）